# Élections législatives de 1877 dans la Vienne
Les élections législatives de 1877 ont eu lieu les 14 octobre et 28 octobre.

## Élus
|   | Circonscription | Député sortant                         |  | Groupe parlementaire | Député élu                             |  | Groupe parlementaire |
| - | --------------- | -------------------------------------- |  | -------------------- | -------------------------------------- |  | -------------------- |
| 1 | Châtellerault   | Alfred Hérault                         |  | Centre gauche        | Alfred Hérault                         |  | Centre gauche        |
| 2 | Civray          | Gusman Serph                           |  | Appel au peuple      | Gusman Serph                           |  | Centre droit         |
| 3 | Montmorillon    | Louis-Evariste Robert de Beauchamp     |  | Appel au peuple      | Jean-Marie Georges Girard de Soubeyran |  | Appel au peuple      |
| 4 | Loudun          | Jean-Marie Georges Girard de Soubeyran |  | Appel au peuple      | Louis-Evariste Robert de Beauchamp     |  | Appel au peuple      |
| 5 | 1re de Poitiers | Henri Salomon                          |  | Centre gauche        | Henri Salomon                          |  | Centre gauche        |
| 6 | 2e de Poitiers  | Ernest Cesbron                         |  | Appel au peuple      | Ernest Cesbron                         |  | Appel au peuple      |

## Résultats à l'échelle du département
| Partis         | Partis                     | Premier tour | Premier tour | Sièges |
| Partis         | Partis                     | Voix         | %            | Sièges |
| -------------- | -------------------------- | ------------ | ------------ | ------ |
|                | Bonapartistes              | 24 839       | 33,00        | 3      |
|                | Républicains conservateurs | 15 214       | 20,21        | 2      |
|                | Orléanistes                | 14 673       | 19,50        | 1      |
|                | Républicains modérés       | 14 045       | 18,66        | 0      |
|                | Légitimistes               | 5 920        | 7,87         | 0      |
|                | Divers                     | 572          | 0,76         | 0      |
|                |                            |              |              |        |
| Inscrits       | Inscrits                   | 95 775       | 100,00       | 6      |
| Votants        | Votants                    | 75 812       | 79,16        |        |
| Abstentions    | Abstentions                | 19 963       | 20,84        |        |
| Blancs et nuls | Blancs et nuls             | 549          | 0,72         |        |
| Exprimés       | Exprimés                   | 75 263       | 99,28        |        |

## Résultats par arrondissement

### Arrondissement de Châtellerault
| Candidats      | Candidats      | Étiquette                | Premier tour | Premier tour |
| Candidats      | Candidats      | Étiquette                | Voix         | %            |
| -------------- | -------------- | ------------------------ | ------------ | ------------ |
|                | Alfred Hérault | Républicain conservateur | 8 371        | 53,91        |
|                | Raoul Treuille | Orléaniste               | 7 156        | 46,09        |
|                |                |                          |              |              |
| Inscrits       | Inscrits       | Inscrits                 | 18 576       | 100,00       |
| Votants        | Votants        | Votants                  | 15 583       | 83,89        |
| Abstention     | Abstention     | Abstention               | 2 993        | 16,11        |
| Blancs et nuls | Blancs et nuls | Blancs et nuls           | 56           | 0,36         |
| Exprimés       | Exprimés       | Exprimés                 | 15 527       | 99,64        |

### Arrondissement de Civray
| Candidats      | Candidats      | Étiquette          | Premier tour | Premier tour |
| Candidats      | Candidats      | Étiquette          | Voix         | %            |
| -------------- | -------------- | ------------------ | ------------ | ------------ |
|                | Gusman Serph   | Orléaniste         | 7 517        | 67,71        |
|                | Couteaux       | Républicain modéré | 3 584        | 32,29        |
|                |                |                    |              |              |
| Inscrits       | Inscrits       | Inscrits           | 14 224       | 100,00       |
| Votants        | Votants        | Votants            | 11 163       | 78,48        |
| Abstention     | Abstention     | Abstention         | 3 061        | 21,52        |
| Blancs et nuls | Blancs et nuls | Blancs et nuls     | 62           | 0,56         |
| Exprimés       | Exprimés       | Exprimés           | 11 101       | 99,44        |

### Arrondissement de Loudun
| Candidats      | Candidats                              | Étiquette      | Premier tour | Premier tour |
| Candidats      | Candidats                              | Étiquette      | Voix         | %            |
| -------------- | -------------------------------------- | -------------- | ------------ | ------------ |
|                | Jean-Marie Georges Girard de Soubeyran | Bonapartiste   | 7 172        | 92,61        |
|                | Grévy                                  | Divers         | 572          | 7,39         |
|                |                                        |                |              |              |
| Inscrits       | Inscrits                               | Inscrits       | 10 669       | 100,00       |
| Votants        | Votants                                | Votants        | 8 018        | 75,15        |
| Abstention     | Abstention                             | Abstention     | 2 651        | 24,85        |
| Blancs et nuls | Blancs et nuls                         | Blancs et nuls | 274          | 3,42         |
| Exprimés       | Exprimés                               | Exprimés       | 7 744        | 96,58        |

### Arrondissement de Montmorillon
| Candidats      | Candidats                          | Étiquette          | Premier tour | Premier tour |
| Candidats      | Candidats                          | Étiquette          | Voix         | %            |
| -------------- | ---------------------------------- | ------------------ | ------------ | ------------ |
|                | Louis-Evariste Robert de Beauchamp | Bonapartiste       | 9 525        | 64,35        |
|                | Corderoy                           | Républicain modéré | 5 278        | 35,65        |
|                |                                    |                    |              |              |
| Inscrits       | Inscrits                           | Inscrits           | 18 891       | 100,00       |
| Votants        | Votants                            | Votants            | 14 866       | 78,69        |
| Abstention     | Abstention                         | Abstention         | 4 025        | 21,31        |
| Blancs et nuls | Blancs et nuls                     | Blancs et nuls     | 63           | 0,42         |
| Exprimés       | Exprimés                           | Exprimés           | 14 803       | 99,58        |

### Arrondissement de Poitiers

#### 1recirconscription
| Candidats      | Candidats      | Étiquette                | Premier tour | Premier tour |
| Candidats      | Candidats      | Étiquette                | Voix         | %            |
| -------------- | -------------- | ------------------------ | ------------ | ------------ |
|                | Henri Salomon  | Républicain conservateur | 6 843        | 53,62        |
|                | Jean Ernoul    | Légitimiste              | 5 920        | 46,38        |
|                |                |                          |              |              |
| Inscrits       | Inscrits       | Inscrits                 | 15 784       | 100,00       |
| Votants        | Votants        | Votants                  | 12 806       | 81,13        |
| Abstention     | Abstention     | Abstention               | 2 978        | 18,87        |
| Blancs et nuls | Blancs et nuls | Blancs et nuls           | 43           | 0,34         |
| Exprimés       | Exprimés       | Exprimés                 | 12 763       | 99,66        |

#### 2ecirconscription
| Candidats      | Candidats      | Étiquette          | Premier tour | Premier tour |
| Candidats      | Candidats      | Étiquette          | Voix         | %            |
| -------------- | -------------- | ------------------ | ------------ | ------------ |
|                | Ernest Cesbron | Bonapartiste       | 8 142        | 61,10        |
|                | Périvier       | Républicain modéré | 5 183        | 38,90        |
|                |                |                    |              |              |
| Inscrits       | Inscrits       | Inscrits           | 17 361       | 100,00       |
| Votants        | Votants        | Votants            | 13 376       | 77,05        |
| Abstention     | Abstention     | Abstention         | 3 985        | 22,95        |
| Blancs et nuls | Blancs et nuls | Blancs et nuls     | 51           | 0,38         |
| Exprimés       | Exprimés       | Exprimés           | 13 325       | 99,62        |